# Sessions 2000
Sessions 2000 est un album de musique électronique de Jean Michel Jarre sorti en 2002.
Sur cet album plutôt confidentiel et expérimental le compositeur français s'essaie à l'électro-jazz. Oscillant entre bruits de pluie, piano, contrebasse, cuivres électroniques et nappes synthétiques, ces compositions peuvent rappeler le travail de Vangelis pour la bande originale du film Blade Runner de Ridley Scott.
Les titres des morceaux sont les dates de leur composition.

## Liste des morceaux
| No | Titre        | Durée |
| -- | ------------ | ----- |
| 1. | January 24   | 5:58  |
| 2. | March 23     | 8:00  |
| 3. | May 1        | 4:49  |
| 4. | June 21      | 6:18  |
| 5. | September 14 | 9:30  |
| 6. | December 17  | 8:12  |

## Équipement
- Roland XP-80
- Eminent 310U
- ARP 2600
- Minimoog
- Korg KARMA
- Novation Digital Music Systems Supernova II
- microKORG
- Roland JP-8000
- Korg Mini Pops 7
- Digisequencer
- E-mu Systems XL7
- Roland Handsonic
- EMS Synthi AKS
- EMS VCS 3
- RMI Harmonic Synthesizer
- Pro Tools